# 泉福寺 (国東市)
泉福寺（せんぷくじ）は、大分県国東市国東町横手にある曹洞宗の寺院。山号は妙徳山（みょうとくさん）。国の重要文化財の開山堂と仏殿で知られる。境内は大分県指定史跡。

## 概要
永和元年（1375年）に、大友氏の一族の田原氏能が、母の発願によって無著妙融禅師（むちゃくみょうゆう）を開山として創建したと伝えられる。天正9年（1581年）にはキリシタン大名である大友義鎮（大友宗麟）による焼き討ちに遭い、開山堂、仏殿（大雄殿）のみを残して講堂等を焼失した。その後、慶長10年（1605年）に当時中津藩主であった細川忠興によって再興され、江戸時代には九州曹洞宗の総本山として栄えた。
国東六郷満山霊場第三十二番。宇佐神宮六郷満山霊場第二十三番。

## 文化財

### 重要文化財（国指定）
- 泉福寺開山堂（附 開山無著和尚墓塔）

1933年1月23日指定。応永年間（1394年-1427年）に開祖無著禅師の墓の覆屋と礼堂を兼ねて造られたもので、墓と木像が安置されている。現存する建物は寛永13年（1636年）に古材を用いて再建されたものである。
- 泉福寺仏殿

2001年11月14日指定。大永4年（1524年）建立。九州では希な室町時代後期の禅宗様仏殿。大雄殿とも呼ばれる。
- 宋版宏智録（そうはんわんしろく）6冊

1995年6月15日指定。宋代の曹洞宗の代表的禅僧宏智正覚の語録で、道元が持ち帰ったと伝えられている。

### 県指定史跡
- 境内